# Nicky Byrne
Nicholas Bernard James Adam Byrne (Dublino, 9 ottobre 1978) è un cantante ed ex calciatore irlandese.
Byrne è stato il più vecchio dei quattro (in passato cinque) membri dei Westlife, assieme a Shane Filan, Kian Egan e Mark Feehily.
Nel maggio 2016 ha rappresentato l'Irlanda all'Eurovision Song Contest 2016, con la canzone Sunlight.

## Biografia

### Carriera musicale
Nel 1997 Byrne ha partecipato ad un provino per entrare a far parte di una nuova boyband irlandese. Quando è stato avvistato dal manager dei Boyzone Louis Walsh, ha ricevuto la proposta di unirsi al suo nuovo gruppo, i Westlife. Ha accettato ed è entrato a far parte della band assieme a Kian Egan, Mark Feehily, Shane Filan e Brian McFadden.
Il suo primo album con i Westlife, dall'omonimo titolo, è stato pubblicato nel novembre 1999. Con il suo gruppo musicale ha piazzato 14 singoli e 7 album al primo posto nel Regno Unito, e venduto oltre 40 milioni di dischi in tutto il mondo.
Byrne ha inoltre scritto alcune delle canzoni dei Westlife, assieme agli altri membri della band.
Tra queste creazioni ci sono:
- Nothing Is Impossible
- Don't Let Me Go
- When You Come Around
- Imaginary Diva
- Reason For Living
- Crying Girl
- You Don't Know
- Never Knew I Was Losing You
- Where We Belong
- Singing Forever
- I Won't Let You Down
- You See Friends (I See Lovers)
- I'm Missing Loving You

Nel 2016 è stato scelto dalla RTÉ per rappresentare l'Irlanda all'Eurovision Song Contest 2016, con la canzone Sunlight. Nicky ha cantato nella seconda semifinale dell'Eurovision, svolta il 12 maggio 2016 a Stoccolma, ma non si è qualificato per la finale del 14 maggio.

### Carriera calcistica
Prima di unirsi alla band IOU di Sligo, Byrne era un calciatore. Ha giocato per l'Home Farm ed i St. Clemintines Boys F.C. a Dublino. Successivamente ha giocato come portiere per il Leeds Utd nel 1995, andando in panchina nella Premier League il 30 agosto 1995 in casa del Southampton, all'Old Dell Stadium, senza però esordire. Fece parte anche della squadra vincitrice della FA Youth Cup nel 1997.
Ha giocato nel Leeds per due anni e ha lasciato la squadra dopo il termine del suo contratto, scaduto nel giugno 1997. In seguito ha giocato come riserva per il Scarborough e in una partita con il Cambridge Utd, prima di ritornare a Dublino con lo Shelbourne. Dopo ha firmato per i Cobh Ramblers (con cui giocò 15 incontri, di cui 11 di League), e poi con il St. Francis, squadre della Eircom League.
Il 14 maggio 2009 Byrne è stato riserva nella partita di beneficenza del Liverpool Legends XI contro Liverpool FC All Stars XI, organizzata in ricordo della strage di Hillsborough e tutto il ricavato è stato donato a Marina Dalglish.
Tifoso del Celtic, il 9 agosto 2011 ha giocato nel Celtic Legends XI al Celtic Park di fronte a una folla di 54.000 spettatori contro la squadra Manchester Utd Legends.
Byrne ha partecipato all'incontro di beneficenza Soccer Aid 2014 giocato all'Old Trafford, in cui ha segnato il gol del 69' per la squadra del resto del mondo.

## Vita privata
Il 5 agosto 2003 ha sposato Georgina Ahern a Wicklow, Irlanda. La cerimonia nuziale è stata seguita pochi giorni dopo da una di benedizione alla chiesa di St Pierre et St Paul, a Eure-et-Loir, Francia.
Il 20 aprile 2007 Georgina ha dato alla luce i gemelli Rocco Bertie Byrne e Jay Nicky Byrne, prematuri di sei settimane. Jay e Rocco sono stati battezzati il 15 luglio del medesimo anno alla Saint Sylvester Church di Dublino.

## Discografia
Singoli
- 2016 - Sunlight